# 地中海四鰭旗魚
地中海四鰭旗魚為輻鰭魚綱旗魚目旗魚科的其中一種，分布於地中海海域，棲息深度可達200公尺，體長可達240公分，主要棲息在中上層水域，屬肉食性，以魚類為食，可做為食用魚。

## 擴展閱讀
維基物種上的相關：地中海四鰭旗魚